# José Antonio Fernández Cornejo
José Antonino Fernández Cornejo (Salta, 1768 - Campo Santo, 1850) fue un militar y político argentino, líder del partido unitario y tres veces gobernador de la provincia de Salta en la primera mitad del siglo XIX.

## Época virreinal
Hijo del Coronel Juan Adrián Fernández Cornejo y Rendón, oriundo de Tacna, en el virreinato del Perú, y de Clara de la Corte y Rosas, perteneciente a una adinerada familia jujeña. Aún en su juventud acompañó a su padre en la primera campaña de exploración al Río Bermejo y al Chaco, por cuya hazaña el coronel Cornejo solicitó a la Corona de España se le otorgase el título de marqués del Bermejo. La petición no fue atendida hasta entradas las Guerras de la Independencia, cuando el general De La Serna tentó a las familias principales de Salta con el otorgamiento de títulos nobiliarios a cambio de su paso al bando realista. Esto fue rechazado por todas las familias. José Antonino heredó parte de la hacienda familiar de Campo Santo, cercana a la actual ciudad de General Güemes.
Aún no tenía 16 años cuando el gobernador Joaquín Mestre lo nombró capitán del Cuerpo de Milicias de La Viña; poco después acompañó a su hermano Juan José en una nueva exploración del Bermejo, y luego hizo otras dos, en 1799 y en 1802.
Desde 1803 fue comandante de la frontera chaqueña de Salta.

## La Revolución
En 1810 era alcalde de segundo voto del cabildo salteño y apoyó la Revolución de Mayo pero fue arrestado, con el resto del cabildo, por el gobernador Nicolás Severo de Isasmendi. Recuperó la libertad al llegar las avanzadas del Ejército del Norte, y el gobernador Feliciano Chiclana lo nombró coronel de las milicias de Campo Santo.
Participó en la primera expedición auxiliadora al Alto Perú y combatió en la batalla de Huaqui; esta victoria le impidió regresar a Salta y recorrió por un tiempo el Alto Perú.
Se reincorporó al Ejército del Norte durante el Éxodo Jujeño. Participó en la batalla de Tucumán y fue jefe de la avanzada del ejército patriota en la zona Este de Salta hasta el avance del grueso del mismo y también luchó en la batalla de Salta. En 1814 fue, por breve tiempo, gobernador de la Intendencia de Salta del Tucumán.
No participó de la segunda campaña al Alto Perú porque quedó como comandante de la frontera salteña.
Tras el segundo desastre en las batallas de Vilcapugio y Ayohuma fue uno de los más decididos defensores de la región contra el avance del ejército realista. Cuando las provincias de Tucumán y Salta se separaron en abril de 1814, fue nombrado gobernador interino de esta última. Participó brillantemente en la defensa contra la gran invasión realista de ese año, a la que ayudó a expulsar. En noviembre fue reemplazado por Hilarión de la Quintana.

## La guerra gaucha
En abril de 1815 ocupó el mando militar de la provincia, pero el coronel Martín Miguel de Güemes se hizo elegir gobernador por el cabildo, reemplazando simultáneamente a Quintana y Fernández Cornejo.
Durante los tres años siguientes permaneció en Campo Santo, dedicado a las tareas rurales, y ayudando ocasionalmente a los gauchos contra los realistas.
En 1818 regresó al ejército por orden del Director Supremo Juan Martín de Pueyrredón, acatada por Güemes. Tuvo una actuación brillante contra la invasión realista de 1820, por lo que el gobernador lo ascendió a general.
En mayo de 1821, mientras Güemes estaba en campaña contra el gobernador tucumano Bernabé Aráoz, un grupo de opositores, movilizados por las clases altas de la provincia, logró que el cabildo de la ciudad depusiera a Güemes. Nombraron comandante de armas de la provincia a Fernández Cornejo, mientras Apolinario Figueroa era nombrado gobernador interino. Pero en la práctica, tuvo apenas un mando parcial en la capital, y el grupo que había dado el golpe estaba dividido entre los que se proponían seguir la guerra y los que simplemente se pensaban entregar a los realistas. A los pocos días regresó Güemes, y sus enemigos huyeron. Figueroa y Fernández Cornejo se quedaron y fueron perdonados por el caudillo, a cambio de cuantiosas erogaciones de dinero y ganado.
El desorden reinante en Salta decidió al general Pedro Antonio Olañeta a lanzar un nuevo ataque, esta vez directamente sobre la capital, sin pasar por Jujuy. En el mismo fue herido Güemes, que murió desangrado días más tarde, y la ciudad fue ocupada por los realistas.

## Segundo gobierno
Varios grupos de gauchos volvieron al ataque, dirigidos por jefes como José Ignacio Gorriti, Jorge Enrique Vidt y Fernández Cornejo, y pronto Olañeta se vio en una situación insostenible. En julio, Fernández Cornejo firmó con el jefe realista un armisticio, permitiéndole retirarse. Reunió a los gauchos dispersos y en seguida formó un ejército capaz de seguir resistiendo.
En agosto, el cabildo eligió gobernador a Fernández Cornejo. Se rodeó de los antiguos enemigos de Güemes, por lo que el grupo de sus adictos lanzó una revolución, y lo derrocó menos de un mes más tarde. El único muerto fue un coronel Lahora, ahorcado por los revolucionarios en su casa. El nuevo gobernador, el general Gorriti, se mantuvo en paz con los dos grupos. A tal punto, que nombró a Fernández Cornejo teniente de gobernador de Jujuy, que entonces dependía de Salta. El sucesor de éste, Arenales, lo nombró comandante general de fronteras de la provincia.
Pasó los siguientes años de su vida retirado en su hacienda de Campo Santo, dedicado a la ganadería y a algunos experimentos con caña de azúcar.

## Tercer gobierno
Cuando, a fines de 1834, fue derrotado y muerto el gobernador Pablo Latorre, los unitarios nombraron a Fernández Cornejo gobernador. Lo primero que hizo fue firmar con Santiago del Estero y Tucumán un tratado de paz, de comercio, y de compromiso para la futura organización nacional, por influencia de Facundo Quiroga. En marzo del año siguiente, el gobernador tucumano Alejandro Heredia invadió Salta, por lo que el gobernador renunció. El nuevo gobernador fue Felipe Heredia, hermano del gobernador de Tucumán.
Fernández Cornejo emigró a Bolivia, regresando algún tiempo después de la muerte de Heredia y de la renuncia de su hermano, pero se mantuvo en su finca de Campo Santo. Apoyó a la Coalición del Norte, y prestó valiosos recursos para el ejército que formó el gobernador Manuel Solá. En 1841 dio refugio a los restos del ejército del general Juan Lavalle, después de la derrota en la batalla de Famaillá; incluso dejó que sus caballos devastaran sus campos de caña de azúcar. Todo en vano, porque Lavalle no pudo reorganizar su ejército, y terminó muerto en Jujuy; acompañó sus restos hasta Potosí.
En 1843 regresó a Salta, donde los sucesivos gobiernos federales lo dejaron en paz. Logró armar una nueva plantación de caña y formar un ingenio azucarero, que dejó a sus sucesores.